# Campionati europei di tuffi 2011 - Trampolino 3 metri sincro femminile
La gara si è disputata il 13 marzo 2011 e vi hanno partecipato 10 coppie di atlete. Le prime 8 coppie delle qualifiche sono state ammesse alla finale.

## Medaglie
| Posizione | Paese    | Atlete                            |
| --------- | -------- | --------------------------------- |
| Oro       | Italia   | Tania Cagnotto Francesca Dallapé  |
| Argento   | Russia   | Nadežda Bažina Svetlana Filippova |
| Bronzo    | Germania | Uschi Freitag Katja Dieckow       |

## Qualifiche
| Pos. | Nazione       | Atlete                            | Punti  |
| ---- | ------------- | --------------------------------- | ------ |
| 1    | Italia        | Tania Cagnotto Francesca Dallapé  | 309.90 |
| 2    | Ucraina       | Olena Fedorova Hanna Pysmenska    | 301.80 |
| 3    | Germania      | Katja Dieckow Uschi Freitag       | 300.00 |
| 4    | Russia        | Nadežda Bažina Svetlana Filippova | 297.99 |
| 5    | Gran Bretagna | Grace Reid Hannah Starling        | 274.98 |
| 6    | Finlandia     | Iira Laatunen Taina Karvonen      | 259.14 |
| 7    | Ungheria      | Flóra Gondos Zsófia Reisinger     | 258.69 |
| 8    | Francia       | Marion Farissier Fanny Bouvet     | 256.35 |
| 9    | Grecia        | Eleni Katsouli Ioulianna Banousi  | 249.45 |
| 10   | Polonia       | Magdalena Chlanda Patrycja Pyrzak | 232.68 |

## Finale
| Pos. | Nazione       | Atlete                            | Punti  |
| ---- | ------------- | --------------------------------- | ------ |
|      | Italia        | Tania Cagnotto Francesca Dallapé  | 320.40 |
|      | Russia        | Nadežda Bažina Svetlana Filippova | 317.13 |
|      | Germania      | Katja Dieckow Uschi Freitag       | 295.50 |
| 4    | Ucraina       | Olena Fedorova Hanna Pysmenska    | 294.90 |
| 5    | Gran Bretagna | Grace Reid Hannah Starling        | 275.49 |
| 6    | Ungheria      | Flóra Gondos Zsófia Reisinger     | 263.64 |
| 7    | Francia       | Marion Farissier Fanny Bouvet     | 258.48 |
| 8    | Finlandia     | Iira Laatunen Taina Karvonen      | 255.60 |

## Fonti
- (EN) Omegatiming.com - Finale (PDF), su omegatiming.com. URL consultato il 13 marzo 2011 (archiviato dall'url originale il 15 luglio 2011).